# Alpenus aequalis
Alpenus aequalis är en fjärilsart som beskrevs av Walker 1855. Alpenus aequalis ingår i släktet Alpenus och familjen björnspinnare. Inga underarter finns listade i Catalogue of Life.